# 15543 Елізатіл
15543 Елізатіл (15543 Elizateel) — астероїд головного поясу, відкритий 29 лютого 2000 року.
Тіссеранів параметр щодо Юпітера — 3,387.